# Landesgartenschau Papenburg 2014

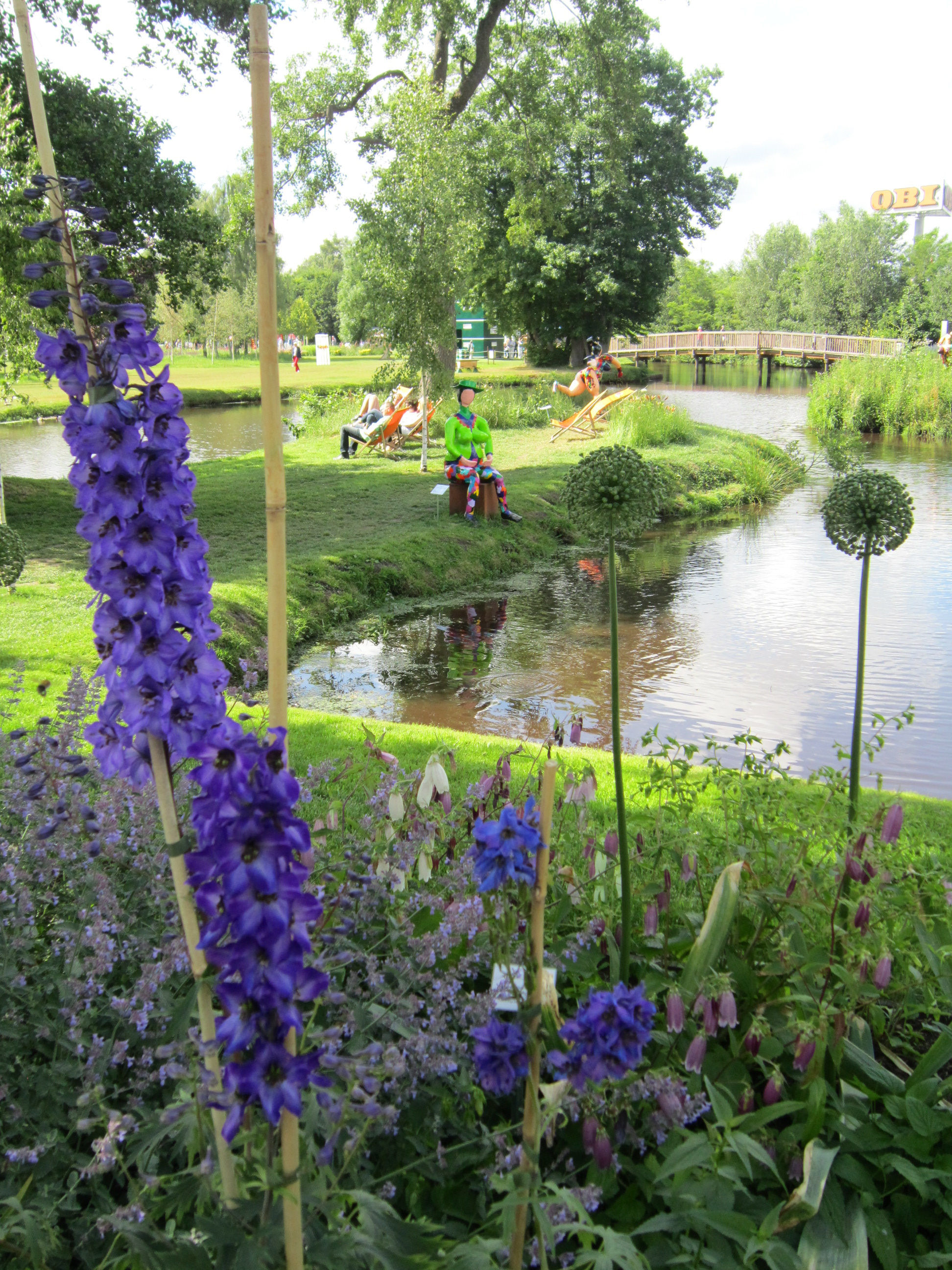
Landesgartenschau Papenburg, Standort Stadtpark

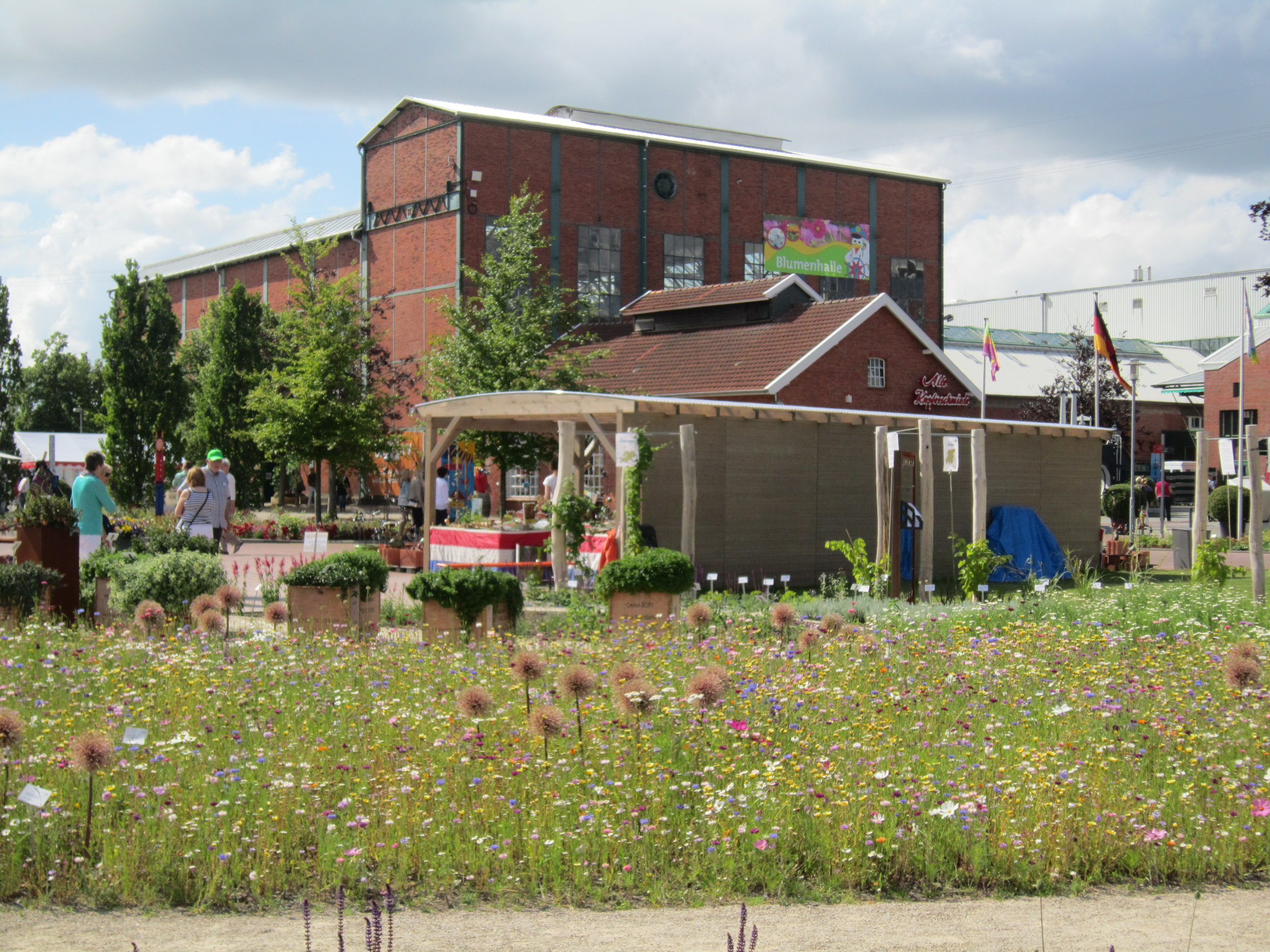
Landesgartenschau Papenburg, Standort Alte Werft

Die Landesgartenschau Papenburg 2014 war die fünfte Niedersächsische Landesgartenschau. Sie fand vom 16. April bis zum 19. Oktober 2014 in der niedersächsischen Stadt Papenburg im Landkreis Emsland statt. Das Motto der Landesgartenschau war „bunt und bliede“, das heißt bunt und fröhlich, bunt und blühend, bunt und fröhlich blühend. Schwerpunkt der Gartenschau war die insgesamt rund zwölf Hektar große Anlage des Stadtparks. Das Gelände um die Kesselschmiede des Forums Alte Werft wurde als zweiter Standort der Landesgartenschau genutzt.
Für die Gartenschau wurden auf 23.000 Quadratmetern sechzehn Themengärten mit 85.000 Blumen angelegt.
Die Landesgartenschau knüpfte an die seit 1989 bestehende Tradition an, in der Papenburger Innenstadt, insbesondere in der Kesselschmiede der Alten Werft, Blumenschauen zu veranstalten. Die Veranstalter der Gartenschau warben damit, dass es aufgrund des alle zwei Wochen erfolgenden Wechsels des Angebots an blühenden Blumen statt nur einer Blumenschau im Jahr 2014 gleich zwölf Schauen gebe.

## Konzerte
Als Besonderheit organisierten die Veranstalter mehrere Konzertevents. Zum einen sollten die Angebote rund um die Gartenschau für ein breiteres Publikum attraktiv gestaltet werden, zum anderen sollten durch den Verkauf der Konzertkarten Mehreinnahmen generiert werden. Dabei sollte durch die abendlichen Open-Air-Veranstaltungen vor allem ein jüngeres Publikum angezogen werden. Für eine größtmögliche Publikumsreichweite fanden die Konzerte an den Wochenenden statt.
Mit 1300 Besuchern zählte der Auftritt von Johannes Oerding die meisten Zuschauer. 1200 Besucher kamen zum Auftritt der Schlagermusiker Nicole und Semino Rossi auf der Bühne an der Alten Werft. Einen weiteren Auftritt aus der Schlagerszene gaben Nik P. und Linda Hesse vor 600 Gästen.

## Finanzielles Defizit und Vorwürfe gegen den Geschäftsführer
Mit rund 500.000 Besuchern schien die Gartenschau ein Erfolg für Stadt und Veranstalter gewesen zu sein. Im Nachgang wurde jedoch bekannt, dass die Schau ein finanzielles Defizit generiert hat. Laut EMS-Zeitung setzte sich der Stadtrat im Dezember 2014 in einer Sondersitzung mit befürchteten Millionen-Mehrkosten und der damit verbundenen öffentlichen Kritik auseinander. Dabei wurden Vorwürfe gegen den ehemaligen Geschäftsführer der Gartenschau, Lars Johannson, geäußert.
Für jeden Auftrag, der die Obergrenze von 12.000 Euro überschreitet, hätte der Gartenschaugeschäftsführer unter anderem die Zustimmung der Landesgartenschau-Gesellschafterversammlung einholen müssen. Dies sei in insgesamt 64 Fällen nicht geschehen und auch die zuständigen Dezernenten im Rathaus seien in keinem der beanstandeten Fälle von den Mehrkosten in Kenntnis gesetzt worden. Dies wurde als Grund dafür ausgemacht, dass die veranschlagten Kosten der Stadt für die Landesgartenschau um Millionen überschritten wurden. Geplant war ein städtisches Zuschussbudget von 2,4 Mio. Euro, die tatsächlichen Ausgaben betrugen 5,8 Mio. Euro. Finanzielle Defizite waren dabei schon im Vorfeld der Veranstaltung abzusehen: Als Beispiel dafür gelten die geplanten Personalkosten von 1,5 Mio. Euro, die schon vor dem Start der Veranstaltung als aufgebracht erkennbar waren. Auch der Bund der Steuerzahler wurde auf das Millionendefizit in Papenburg aufmerksam und forderte die Stadt auf, die Verluste zu Lasten der Steuerzahler aufzuklären und abzusichern.
In dem Strafverfahren wegen Untreue vor dem Amtsgericht Papenburg wurde Johannson im März 2016 in erster Instanz freigesprochen. Der Richter stellte den Tatbestand der Untreue zwar fest, erkannte jedoch keinen Vorsatz. Die Staatsanwaltschaft legte Berufung gegen das Urteil ein, da sie weiter davon ausging, dass der Angeklagte vorsätzlich gehandelt hatte. Im September 2016 wurde das Verfahren durch das nun zuständige Landgericht Osnabrück gegen Zahlung einer Geldauflage eingestellt.